# インドール乳酸デヒドロゲナーゼ
インドール乳酸デヒドロゲナーゼ（indolelactate dehydrogenase）は、トリプトファン代謝酵素の一つで、次の化学反応を触媒する酸化還元酵素である。
(インドール-3-イル)乳酸 + NAD+ {\displaystyle \rightleftharpoons } (インドール-3-イル)ピルビン酸 + NADH + H+
すなわち、この酵素の基質は(インドール-3-イル)乳酸とNAD+、生成物は(インドール-3-イル)ピルビン酸とNADHとH+である。
組織名は(indol-3-yl)lactate:NAD+ oxidoreductaseで、別名にindolelactate:NAD+ oxidoreductaseがある。